# Pozo Almonte
Pozo Almonte è un comune del Cile, situato nella Provincia del Tamarugal della Regione di Tarapacá. La città si trova a 52 kilometri dal capoluogo della regione, Iquique, e al censimento del 2002 contava 10.830 abitanti.